# Volta à Corunha
A Volta à Corunha (em galego : Vuelta a Coruña) é uma corrida de ciclismo por etapas criada em 2002 e disputada na província da Corunha, na Galiza. Está disputada unicamente por amadoras desde a sua criação.

## Palmarés
| Ano   | Ganhador                   | Segundo                 | Terceiro                  |
| ----- | -------------------------- | ----------------------- | ------------------------- |
| 2002  | José Miguel Elías          |                         |                           |
| 2003  | Sergio Domínguez Rodríguez | Juan Antonio Pastor     | Gerardo D. García         |
| 2004  | Gerardo D. García          | Juan Antonio Pastor     | Gustavo Rodríguez         |
| 2005  | Luis Fernández             | Gustavo Rodríguez       | Diego Galego              |
| 2006  | Luis Amarão                | Carlos Oyarzún          | Eduardo González          |
| 2007  | Alejandro Paleo            | Mikel Nieve             | Carlos Oyarzún            |
| 2008  | Pedro Palou                | Luis Maldonado          | David Gutiérrez Gutiérrez |
| 2009  | José Vicente Toribio       | José Antonio Cerezo     | Enrique Salgueiro         |
| 2010  | Pablo Torres               | Antonio Olmo            | Jon Gárate                |
| 2011  | Kirill Sveshnikov          | José David Martínez     | Raúl García de Mateos     |
| 2012  | Ángel Vallejo              | Jorge Martín Montenegro | David Francisco           |
| 2013  | José de Segovia            | Alberto Galego          | Raúl García de Mateos     |
| 2014  | José de Segovia            | Pedro Merino            | Alberto Galego            |
| 2015  | Pedro Merino               | Fernando Barceló        | Mikel Iturria             |
| 2016  | Oleksandr Sheydyk          | José Manuel Gutiérrez   | Antonio Angulo            |
| 2017. | Martín Lestido             | Adrián Trujillo         | Aydar Zakarin             |
| 2018. | Sergio Vega                | Óscar Linares           | Jorge Martín Montenegro   |
| 2019  | Raúl García de Mateos      | Jorge Bom               | Mario Vilches             |